# Sovia hyrtacus
Sovia hyrtacus is een vlinder uit de familie van de dikkopjes (Hesperiidae). De wetenschappelijke naam van de soort is voor het eerst geldig gepubliceerd in 1897 door Lionel de Nicéville.